# Marcel Fournier (acteur)
Pour les articles homonymes, voir Marcel Fournier et Fournier.
Marcel Fournier est un acteur québécois.

## Filmographie
- 1970 : RED : Marcel
- 1972 : Les Smattes : Un policier
- 1973 : La Mort d'un bûcheron
- 1973 : La Lunule (The Pyx)
- 1973 : Y'a toujours moyen de moyenner!
- 1976 : L'Eau chaude, l'eau frette : Marcel
- 1977 : Rage (Rabid) : Cab Driver
- 1981 : Gas : Man at the Newspaper Stand
- 1983 : Au clair de la lune : Dragon
- 1990 : Une histoire inventée : Roger Gingras
- 1994 : Le Vent du Wyoming : Legionnaire